# Faye Schulman
Faye Schulman (Lenin, 28 de novembro de 1924 – Toronto, 2015) foi uma fotógrafa judaica. 
Foi a única fotógrafa partisan a registrar imagens da luta do grupo durante a Segunda Guerra Mundial.

## Biografia
Faye nasceu na cidade de Lenin, em 1919, no seio de uma numerosa família judaica. Na época a cidade fazia parte da Polônia e era composta principalmente de judeus camponeses. Durante o domínio dos czares foi anexada ao Império Russo, depois devolvida à Polônia e em seguida, depois do fim da Segunda Guerra, a região foi anexada à Bielorrússia, mas a pequena cidade não existe mais, pois seus moradores foram deportados e enviados a campos de concentração.
Depois que os nazistas invadira a Bielorrússia, sua família foi enviada para o Gueto de Lenin. Em 14 de agosto de 1942, forças alemãs mataram 1800 judeus do gueto, incluindo boa parte da família Schulman. Apenas 26 judeus não foram mortos, incluindo Faye, por causa de sua habilidade com a câmera fotográfica, que tinha aprendido com seu irmão Moishe, que tinha um estúdio.
Recrutada como fotógrafa pelos nazistas, Faye foi obrigada a fotografar as valas comuns repletas de corpos, inclusive de seus familiares. Isso a convenceu a se juntar ao movimento de resistência. Após um ataque partisan, Faye fugiu para a floresta e entrou para a Brigada Molotava, composta principalmente por prisioneiros de guerra soviéticos, que escaparam do domínio nazista. Faye trabalhou como enfermeira para a brigada de setembro de 1942 a julho de 1944 e só foi aceita porque seu cunhado era o médico do grupo e eles precisavam desesperadamente de pessoal que tivesse qualquer conhecimento médico. Faye conseguiu tirar mais de 100 fotos do acampamento depois que seu equipamento foi recuperado em uma batida.
Em seu tempo na brigada partisan, Faye tirou centenas de fotos de batalhas e do dia a dia dos combatentes. Em combates, era costume enterrar seu equipamento para mantê-lo seguro. Faye foi a única fotógrafa judia em um acampamento partisan durante a Segunda Guerra.

## Pós-guerra
Com o fim da Segunda Guerra, Faye se casou com Morris Schulman, um partisan judeu. O casal viveu em Pinsk, na Polônia, junto de outros partisans condecorados por seus atos na guerra, mas o país os lembrava das valas comuns repletas de corpos de amigos e familiares. Viveram em um campo na Alemanha por três anos, onde ajudaram a contrabandear armas para auxiliar na independência de Israel, até que emigraram para o Canadá em 1948.
Faye foi condecorada pelos governos soviético e bielorrusso, estadunidense e canadense. Em 1995, ela escreveu sua biografia, A Partisan’s Memoir: Woman of the Holocaust.

## Morte
Faye morreu em 2015, em Toronto, aos 96 anos. Ela e Morris tiveram um casal de filhos, Sidney e Susan, seis netos e dois bisnetos.